# 910

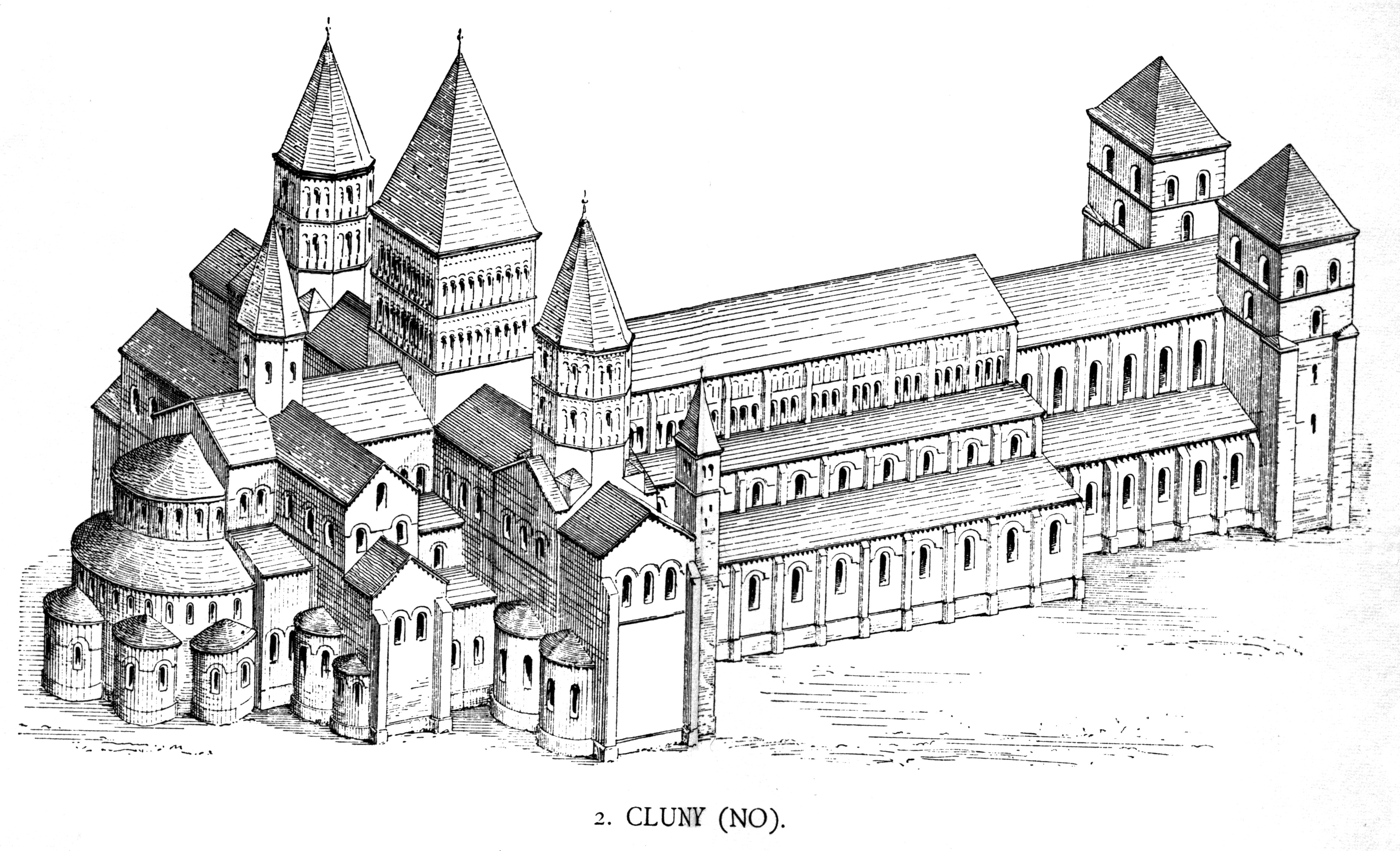
Abdij van Cluny, reconstructie

Het jaar 910 is het 10e jaar in de 10e eeuw volgens de christelijke jaartelling.

## Gebeurtenissen

### Brittannië
- 5 augustus - Slag bij Tettenhall: Koning Eduard de Oudere verslaat bij Wednesfield (West Midlands) met een Angelsaksisch leger (ondersteund door strijdkrachten van Mercia) de plunderende Danelaw Vikingen.

### Europa
- Koning Karel III ("de Eenvoudige") schenkt het land van Bornem (en Mechelen en Heist-op-den-Berg) aan het bisdom Luik. Later wordt het gebied te leen gegeven aan het graafschap Vlaanderen.
- Koning Alfons III van Asturië (Noord-Spanje) wordt gedwongen afstand te doen van de troon en verdeelt het koninkrijk onder zijn drie zonen. Hij gaat in ballingschap en overlijdt nog hetzelfde jaar.
- Rollo (Hrolf), een Vikinghoofdman, wordt tijdens een rooftocht bij Auxerre verslagen door een West-Frankisch leger onder bevel van Robert van Bourgondië en trekt zich terug richting Chartres.[1]
- Tomislav I wordt benoemd tot hertog van Dalmatisch Kroatië. Hij verenigt de hertogdommen Pannonië en Dalmatië. (waarschijnlijke datum)

## Religie
- De abdij van Cluny, een benedictijnerklooster, wordt gesticht door hertog Willem I van Aquitanië. De abdij komt onder de bescherming van de Pauselijke Staat. (of 909)

## Geboren
- Adalbert, Frankisch aartsbisschop (waarschijnlijke datum)
- Boleslav I, hertog van Bohemen (waarschijnlijke datum)
- Editha, keizerin van het Heilige Roomse Rijk (waarschijnlijke datum)
- Johannes XI, paus van de Katholieke Kerk (waarschijnlijke datum)
- Ordgar, Engels edelman en adviseur (waarschijnlijke datum)
- Robert I, Frankisch edelman (waarschijnlijke datum)
- Uda van Metz, Duits edelvrouw (waarschijnlijke datum)
- Willem III, hertog van Aquitanië (waarschijnlijke datum)

## Overleden
- 2 juni - Richildis, echtgenote van Karel de Kale
- 22 juni - Gebhard, hertog van Lotharingen
- 22 juni - Gerard I, Frankisch edelman
- 20 december - Alfons III, koning van Asturië
- Cadell ap Rhodri, koning van Seisyllwg (Wales)
- Igo Galema, Fries legeraanvoerder